# Model Stoner-Wohlfarth

Il·lustració de les variables utilitzades en el model de Stoner–Wolhfarth. La línia discontínua és l'eix fàcil de la partícula.

El model de Stoner-Wohlfarth és un model àmpliament utilitzat per a la magnetització de ferroimants d'un sol domini. És un exemple senzill d'histèresi magnètica i és útil per modelar petites partícules magnètiques en emmagatzematge magnètic, biomagnetisme, magnetisme de roques i paleomagnetisme.
El model Stoner-Wohlfarth va ser desenvolupat per Edmund Clifton Stoner i Erich Peter Wohlfarth i publicat el 1948. Incloïa un càlcul numèric de la resposta integrada d'imants orientats aleatòriament. Com que això es va fer abans que els ordinadors estiguessin àmpliament disponibles, van recórrer a taules trigonomètriques i càlculs manuals.
En el model de Stoner-Wohlfarth, la magnetització no varia dins del ferroimant i està representada per un vector M. Aquest vector gira a mesura que canvia el camp magnètic H El camp magnètic només es varia al llarg d'un sol eix; el seu valor escalar h és positiu en una direcció i negatiu en sentit contrari. Se suposa que el ferroimant té una anisotropia magnètica uniaxial amb el paràmetre d'anisotropia Ku. A mesura que el camp magnètic varia, la magnetització es limita al pla que conté la direcció del camp magnètic i l'eix fàcil. Per tant, es pot representar amb un únic angle φ, l'angle entre la magnetització i el camp (figura 1). També s'especifica l'angle θ entre el camp i l'eix fàcil.